# Moineau d'Arabie
Passer euchlorus
Espèce
Statut de conservation UICN

 LC  : Préoccupation mineure
Le Moineau d'Arabie (Passer euchlorus) est une espèce de passereau de la famille des Passeridae.

## Description
Ce petit passereau mesure en moyenne 13 cm. Le mâle possède un éclatant plumage jaune d'or, uniforme, simplement marqué de noir sur les ailes. Le bec et les yeux sont noirs et les pattes couleur chair. La femelle et le mâle, hors période de reproduction, sont jaunâtres avec le dos et les ailes bruns.

## Répartition
Son aire s'étend à travers la savane du Piémont arabe du sud-ouest (en) et le pourtour occidentale du golfe d'Aden.

## Habitat
Cet oiseau habite les savanes arides et les broussailles sèches, ouvertes, avec prédominance d'acacias, au-dessous de 600 m d'altitude généralement.